# Giardióza

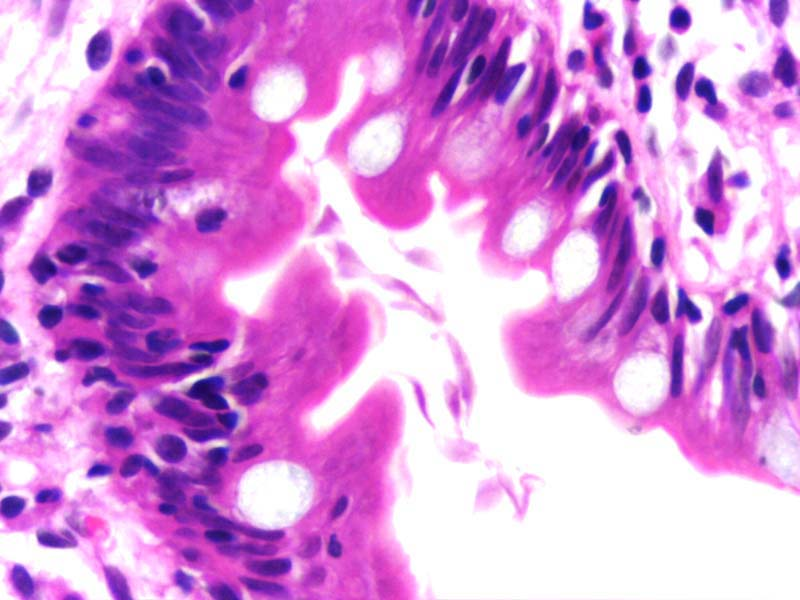
postižená střevní tkáň

Giardióza je parazitární průjmové onemocnění střevního traktu zvířat a člověka způsobené bičíkovcem Giardia intestinalis. Onemocnění se projevuje hlenovitým, i krvavým průjmem s velkým obsahem tuků – steatorea. Klinické příznaky jsou výraznější u mladých jedinců, u dospělých většinou latentní průběh. Postižený jedinec hubne, trpí nechutenstvím. Jedná se o zoonózu a řadí se mezi oportunní infekce. Onemocnění se potvrzuje nálezem cyst mikroskopickými technikami – je zapotřebí několikrát zopakovat vyšetření, protože cysty jsou vylučovány nepravidelně. Léčí se 5-nitroimidazoly, pro terapii zvířat nejčastěji používán metronidazol. Při nakažení domácích zvířat (kočky, psa, králíků, hlodavců – nejčastěji činčil) je nutné přeléčit všechna zvířata a člověk se musí chránit dodržováním hygienických zásad.